# Iglesia de San Ginés (Padriñán)
La iglesia de San Ginés de Padriñán (en gallego: igrexa de San Xinés de Padriñán), también conocida como Templo Pequeño de Sangenjo, es un santuario del siglo xv ubicado en las proximidades del puerto de Sangenjo, en la provincia de Pontevedra (Galicia, España).

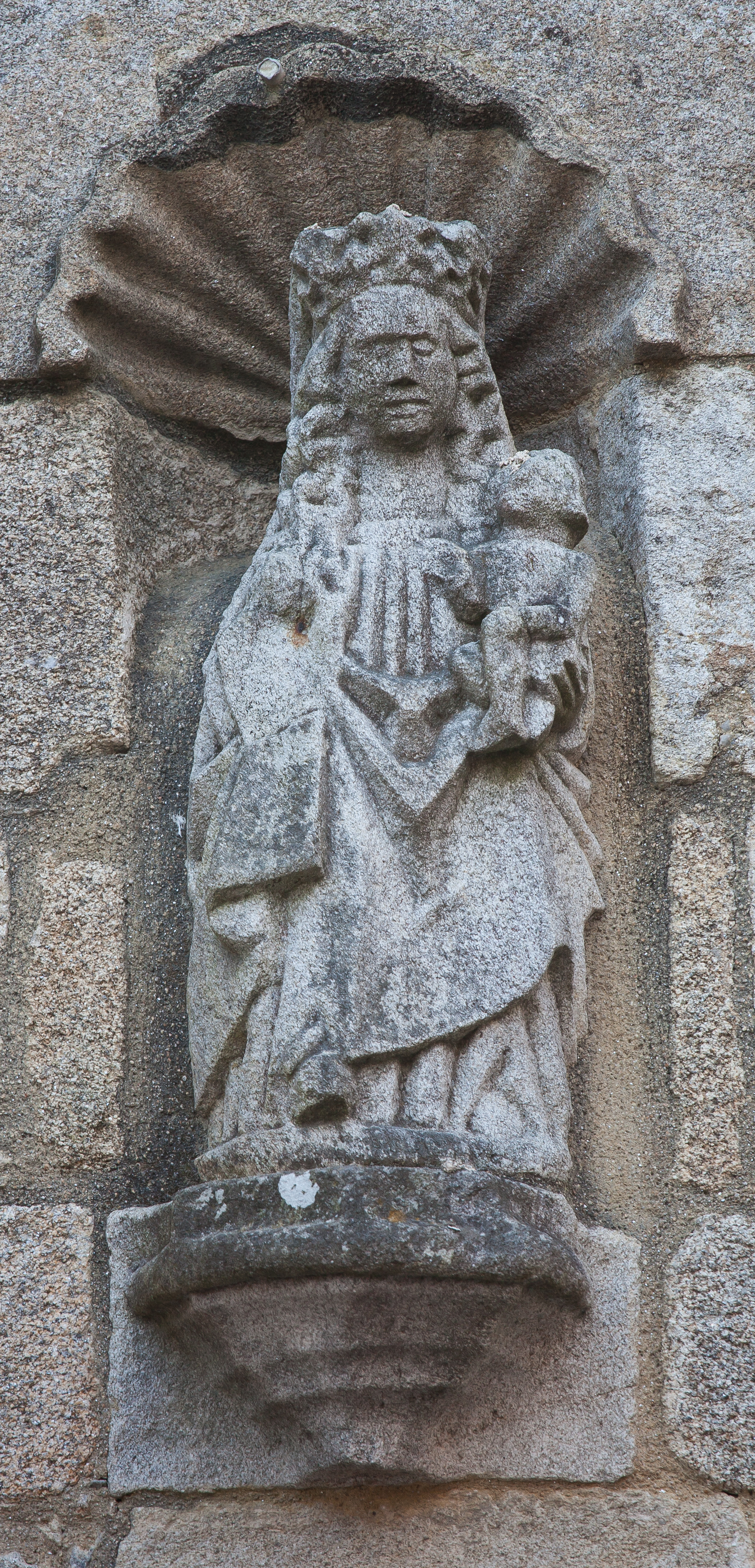
Talla de la Virgen del Carmen

## Historia

### Orígenes
La primera referencia sobre la feligresía de San Ginés de Padriñán figura en un documento fechado en el siglo x, donde se afirma que la misma pertenecía al arzobispado de Iria Flavia. En 1120, mediante decreto del papa Calixto II, Diego Gelmírez, amigo del pontífice, fue nombrado arzobispo de Santiago de Compostela, absorbiendo todas las propiedades de Iria Flavia, las cuales consistían en la feligresía de San Ginés así como la villa y el puerto. Por su parte, en dicho documento, redactado en latín y transcrito en el siglo xviii, consta que el rey Ordoño II de León, «el cuatro de las kalendas de febrero de la era de 953», había otorgado el señorío al obispo de Iria Flavia Sisnando Menéndez. En 1105, la reina Urraca I de León y su esposo Raimundo de Borgoña cedieron la villa de San Ginés al Monasterio de San Juan de Poyo, mientras que el 29 de febrero de 1116 la reina donó los cotos de Soloveira y Cornazo al monasterio «con sus hombres, iglesia, términos y lugares antiguos de la Iglesia de San Ginés...», puesto que Urraca I consideraba que dichas propiedades habían sido usurpadas a Poyo. Esta decisión sería ratificada por el rey Alfonso XI de Castilla el 17 de febrero de 1303.
En la villa había, según consta en varios archivos provinciales y nacionales:

Regiduría compuesta, en la jurisdicción de la Lanzada, por un Merino o Juez, oficial público en funciones gobernativas (que asume el poder gubernativo, civil, criminal y económico), un Secretario (función asumida por uno de los cuatro escribanos de número de la jurisdicción).

 El común en la capital (Sanxenxo) y en el Grobe, elige dos regidores y dos procuradores (de tierra y de mar). El mayordomo se elegía de entre las casas de la feligresía; se elegía, además, un luminario que enciende la lámpara de la iglesia y la señal del campanario para guía de los barcos (Cofradía del Rosario).

 Los dos regidores y los procuradores, eran elegidos anualmente, en el mes de enero, tal y como sucedía en el XVII en las villas de Sanxenxo y de San Martín del Grobe.

 A los Regidores y procuradores se les unía el alguacil u oficial público, que actuaban de pregonero, carcelero y ministro contraste, (…). Por ausencia del Juez de la jurisdicción, asumía esta representación el regidor 1º de la villa de Sanxenxo.

### Construcción y vicisitudes
La iglesia, construida a finales del siglo XV y situada originalmente en Aldariz, fue trasladada alrededor de 1670 a su ubicación actual. Se conoce que en 1514 el templo ya había sido objeto de una reconstrucción que lo encuadró en el estilo renacentista o gótico isabelino. Así mismo, la iglesia sufrió un incendio a finales del siglo xvi a causa de la incursión del pirata Francis Drake en la ría de Pontevedra, sufriendo igualmente en 1622 el ataque de diez navíos de guerra procedentes del norte de África y el robo de la campana del templo en 1719 por parte de los ingleses en el marco de la guerra de sucesión española.

## Descripción

### Exterior
La iglesia, objeto de múltiples transformaciones a lo largo de los años, presenta una sencilla fachada encuadrada en el estilo marinero, popular en Galicia entre los siglos xiv y XVI. El elemento más destacado es una imagen pétrea de la Virgen del Carmen con una aureola en forma de concha de vieira la cual se encuentra ubicada en una hornacina situada sobre el pórtico (el cual se cree debió ser inicialmente de medio punto) y bajo un pequeño rosetón labrado en piedra, hallándose la torre de las campanas a la izquierda de la estructura, la cual posee muros de cantería reforzados con contrafuertes. Según la inscripción conservada en la puerta de acceso al campanario, en el año 1700 tuvo lugar el inicio de la reconstrucción de los cuerpos superiores con piedra trasladada por vía marítima desde las canteras de Chancelas, en Samieira, siendo el maestro de obras Silvestre de Pazos, el párroco Francisco Varela Sarmiento de Valladares, y Don Domingo Antonio de Ledo Domínguez y Mateo Pose los mayordomos.

### Interior
El interior, de planta única con forma rectangular, presenta un ábside más estrecho que la nave y de una sola capilla la cual, fechada en el siglo XVI, posee forma rectangular y bóveda de crucería estrellada con cinco claves además de un arco apuntado a la entrada. La nave alberga cuatro tramos y se halla cubierta por un techo de madera sustentado por dos arcos de sillería apuntados los cuales descansan sobre pilares cuadrados.

#### Retablo mayor

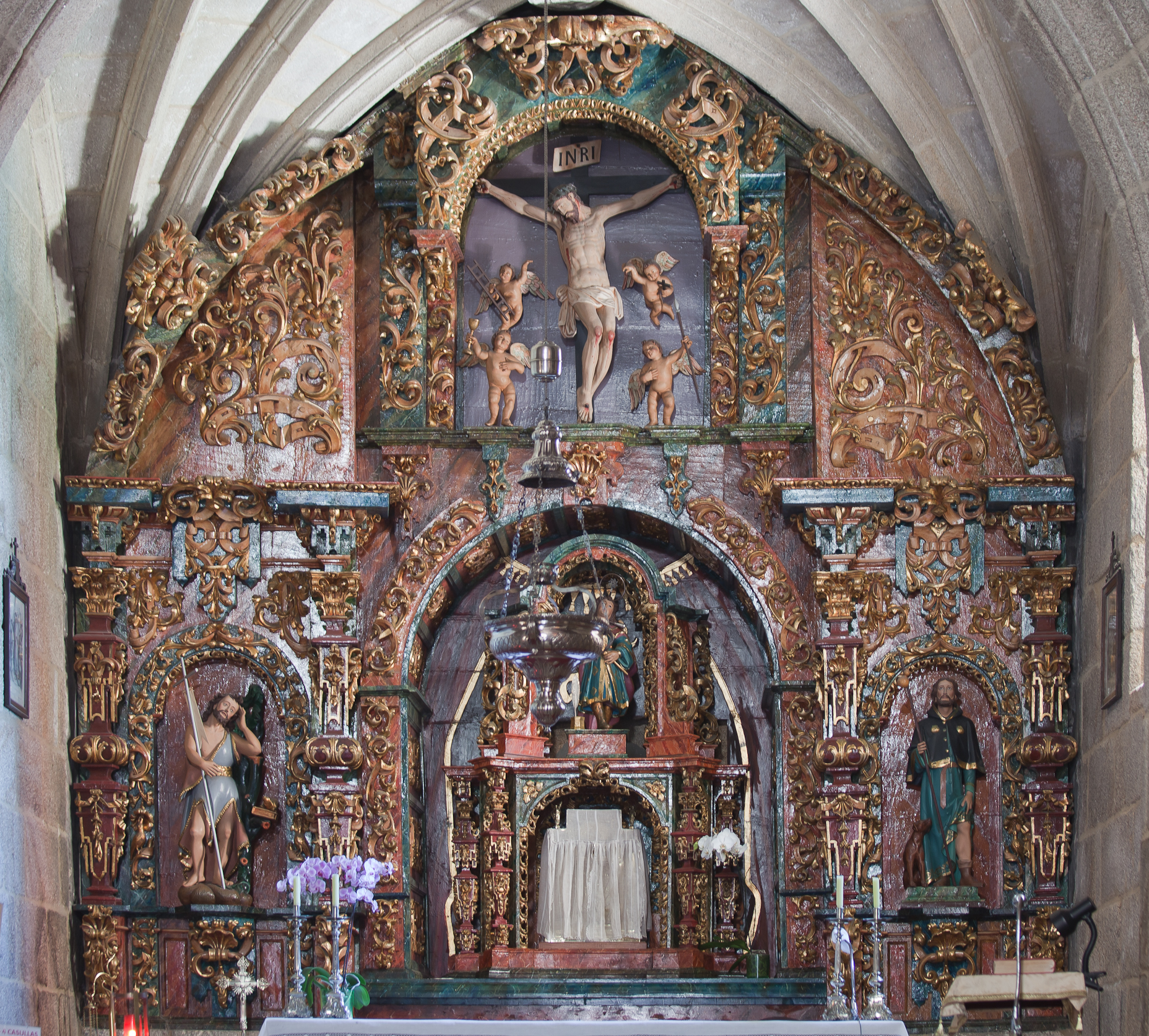
Retablo mayor

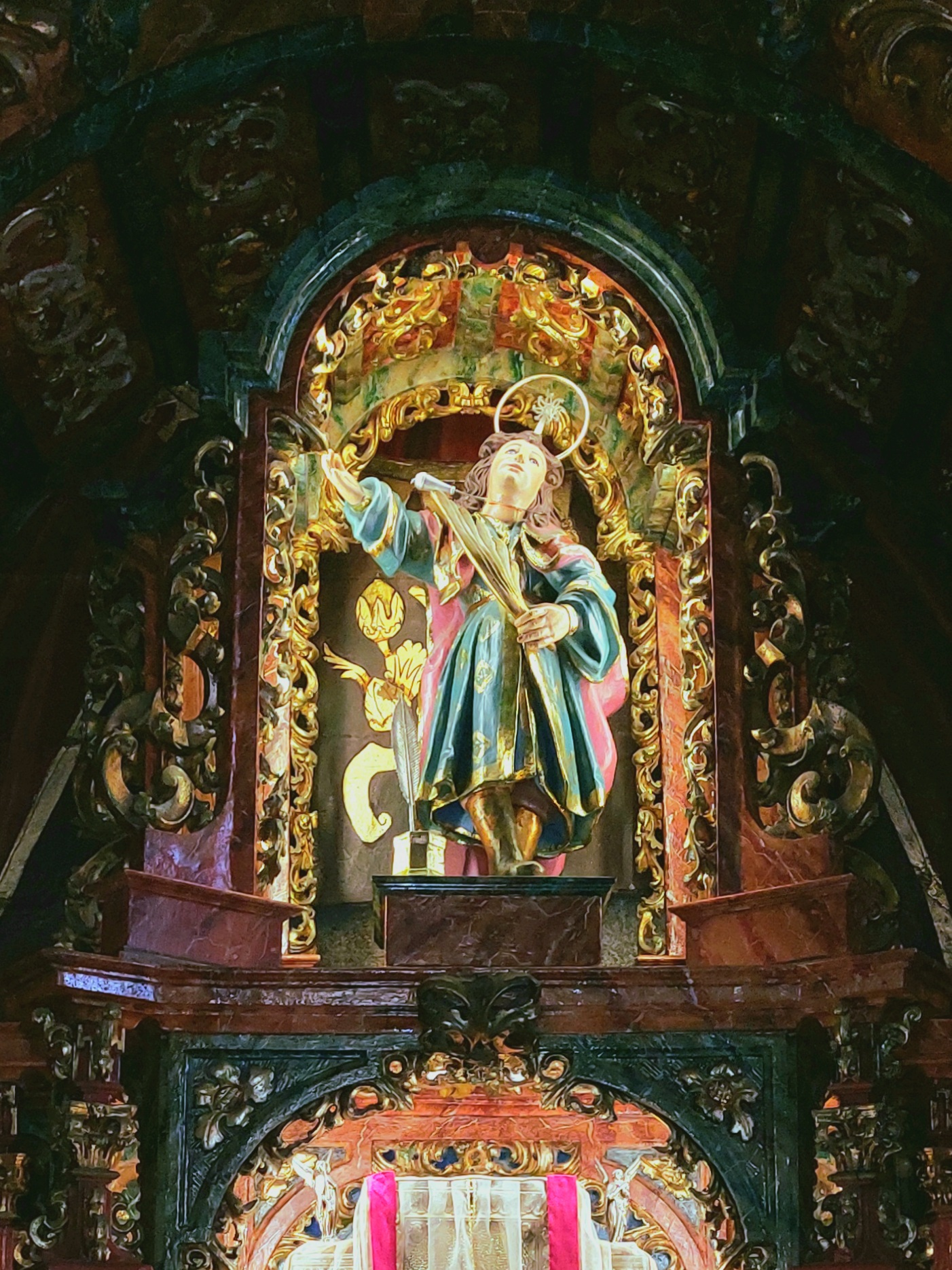
Talla de San Ginés de Arlés

De los cinco retablos presentes en el templo, todos ellos de estilo barroco, el más destacado es el que preside la capilla mayor. Este retablo es del siglo XVIII y a él contribuyeron económicamente el alférez de Manila Don Alberto Jacinto de Reyes y el gobernador de las Reales Cajas de Cuzco Don Domingo Antonio de Ledo Domínguez. La obra surgió en 1748 con el fin de cubrir el trasaltar, aportando Don Domingo una suma de 500 reales para el altar mayor y efectuando la siguiente donación en 1749: «un viril de plata sobredorado con sus cristales de 7260 reales, además de un arca de 22 reales, catorce mecheros de bronce; una aureola y cuchillo, pluma de plata para San Ginés».
De un cuerpo con tres calles y ático semicircular, presenta policromía granate, verde y dorada, albergando en el centro, bajo un arco de medio punto y sobre el sagrario, una talla de San Ginés de Arlés caracterizada por un rostro imberbe, vestimenta de palio, un cuchillo en el cuello, una palma, una pluma y un tintero. El resto de imágenes que adornan la estructura representan, bajo arcos de medio punto enmarcados por estípites rematados en pequeñas cornisas y todo ello cubierto de motivos vegetales en relieve, a San Juan Bautista a la izquierda y a San Roque a la derecha, hallándose un Cristo crucificado sobre una cruz de madera de chonta (regalo de Don Domingo) flanqueada por cuatro ángeles en el ático del retablo los cuales portan una escalera, una cruz, un cáliz y una lanza. Bajo el altar se conserva así mismo una imagen de Cristo yacente obra de Maximino Magariños Rodríguez custodiada dentro de una urna, regalo del alcalde de Sangenjo Don Ramón Orge Pérez. Todas las tallas del retablo son del siglo XVIII a excepción de la imagen de San Roque, de factura moderna la cual sustituye a una estatua del mismo santo gravemente deteriorada y por ello retirada del culto. El retablo reemplaza a su vez a uno anterior fechado en el siglo xvii e incendiado durante un ataque inglés en 1720. Por su parte, la lámpara votiva suspendida de la clave del arco triunfal constituye una obra de orfebrería de principios del siglo xix cuya autoría corresponde al platero compostelano Francisco Pecoul.

#### Retablo de la Virgen del Rosario

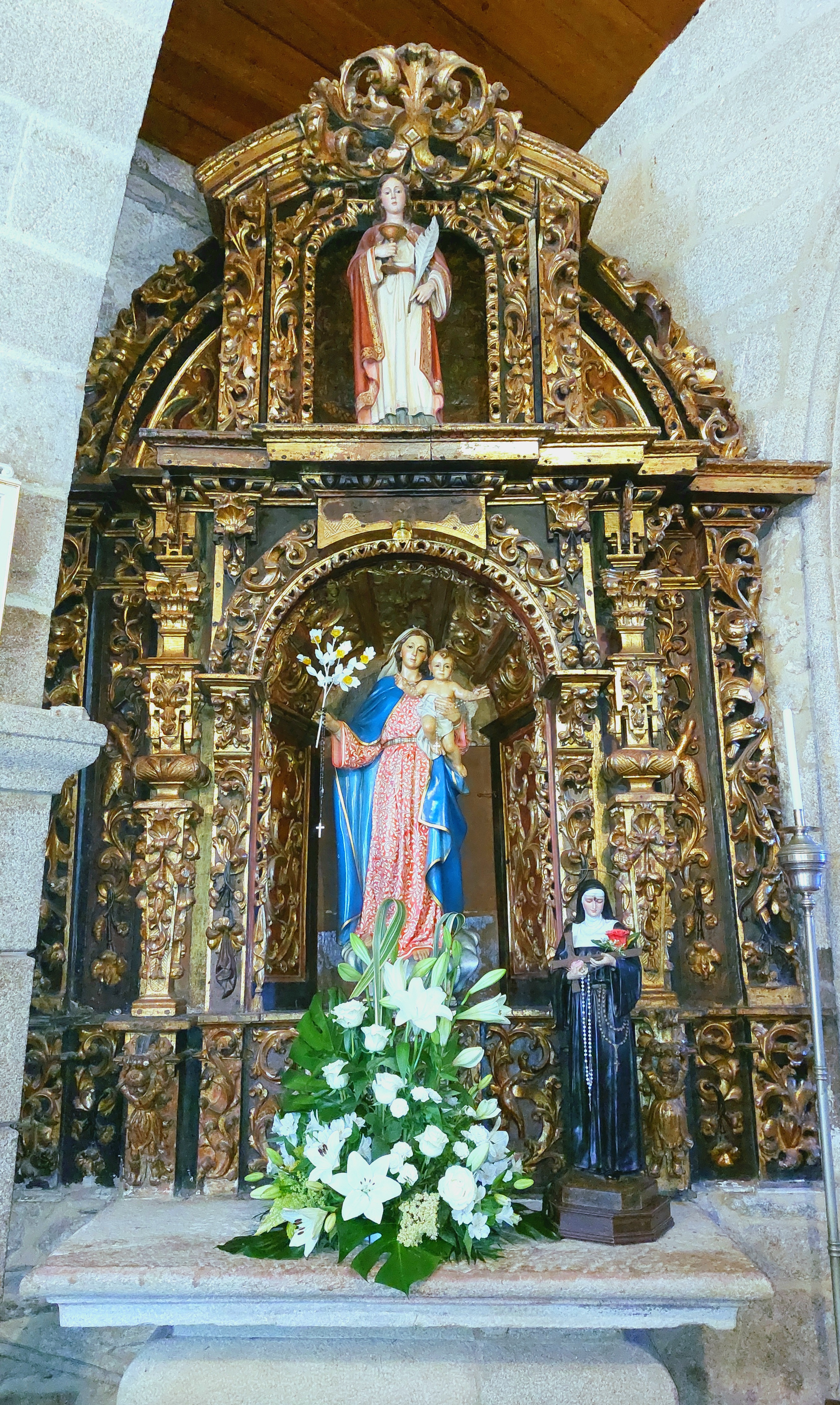
Retablo de la Virgen del Rosario

En el extremo izquierdo del arco que conduce a la capilla mayor se ubica el retablo de la Virgen del Rosario, fechado en la segunda mitad del siglo XVIII el cual posee un cuerpo de una sola calle con banco y ático. La obra se caracteriza por albergar una hornacina en arco de medio punto enmarcada por notables estípites ornamentados y un ático semicircular apoyado en una prominente cornisa y coronado en el centro por un guardapolvos decorado con una cornucopia. Está presidido por una talla de la Virgen del Rosario (cuya policromía original pudo ser rescatada tras eliminar la capa de pintura que la cubría), hallándose en el ático una imagen de Santa Lucía de Siracusa y a los pies de la estructura, frente al banco, una estatua de Santa Rita de Casia. Detrás del retablo, y oculto por este, se encuentra un arco pétreo de medio punto ornamentado con una sucesión de molduras cuadradas y de baquetón, estando la más ancha decorada con cuatrifolios y la más próxima a la yacija con una inscripción: «...NDONIANTONU...». El zócalo sobresale 10 centímetros de la pared y consta de una repisa moldurada decorada en su mitad inferior con una sucesión de pomas.

#### Retablo de la Virgen del Carmen

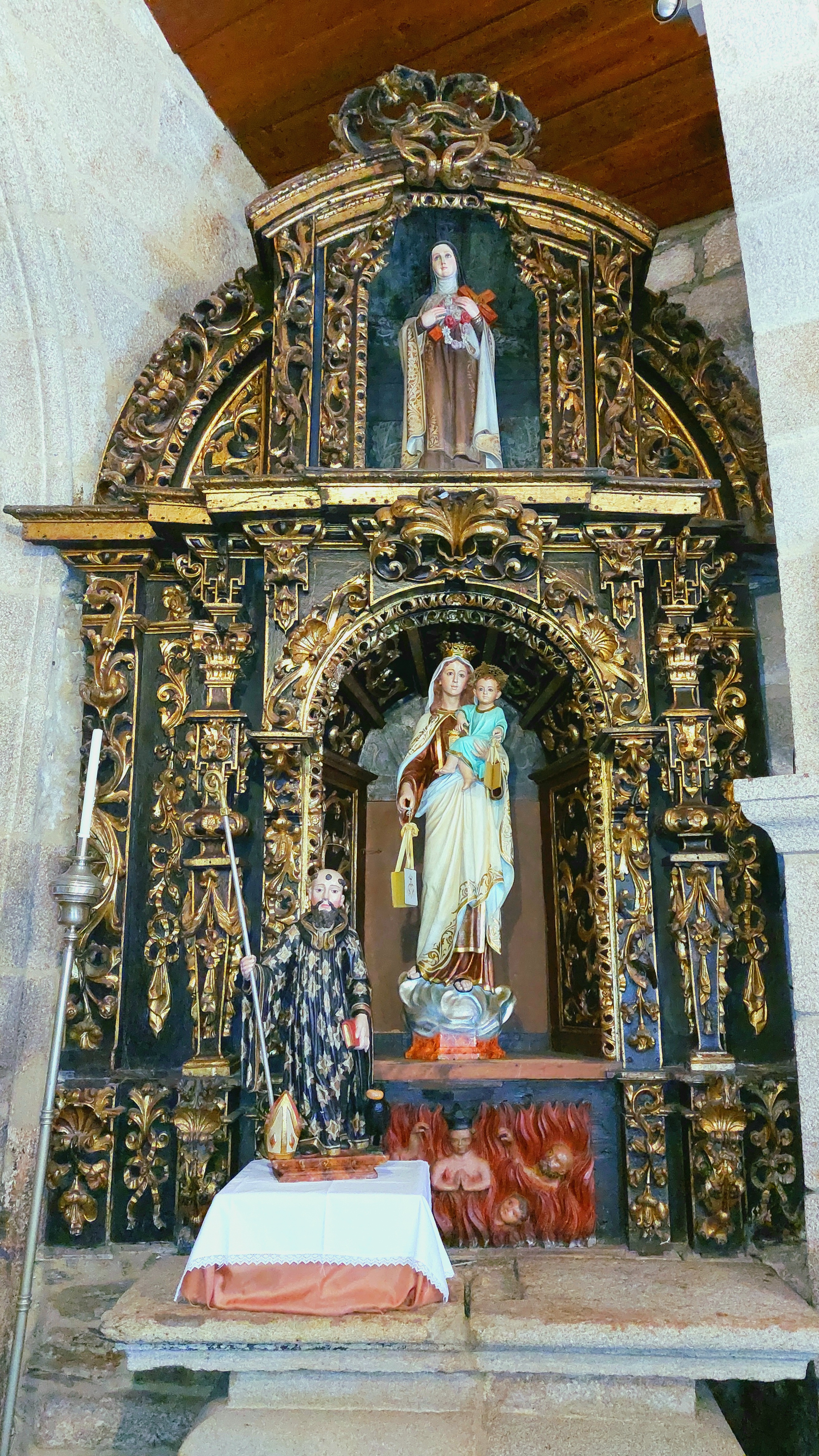
Retablo de la Virgen del Carmen

En el extremo opuesto se encuentra un retablo presidido por una imagen de la Virgen del Carmen y coronado en el ático por una estatua de Santa Teresa de Lisieux, destacando a los pies una talla de San Benito de Nursia anteriormente emplazada en la Capilla de la Purificación. Resulta idéntico a nivel estilístico y arquitectónico al retablo de la Virgen del Rosario, aunque en la predela figuran imágenes en relieve de las ánimas del Purgatorio. Fechado en la segunda mitad del siglo XVIII, el retablo se halla emplazado en un espacio dedicado en el siglo XVI a rendir culto a San Sebastián, protector contra la peste. Tras la remodelación del templo con motivo del ataque inglés de 1720, se intentó dedicar a la devoción de Nuestra Señora de la Anunciación, si bien en la década de 1770 el regidor Don Alberto Jacinto de Reyes hizo dotación de una capellanía con la advocación de la Virgen del Carmen y el Niño Jesús de Cebú, ambos venerados en Filipinas, donde el regidor había hecho fortuna. Para esta obra, Don Alberto envió desde allí dos imágenes elaboradas en marfil destinadas a ser emplazadas en uno de los retablos colaterales que se estaban fabricando en aquel entonces. En 1778, en presencia del escribano Don Miguel Valencia, Don Alberto nombró como patrono de su obra a su sobrino Don Francisco Martínez de Reyes, miembro de la Casa de la Barrosa, donando a su vez un ajuar litúrgico.

#### Capillas laterales
Respecto a los dos retablos restantes, estos se hallan emplazados en dos diminutas capillas situadas a ambos lados de la nave: la Capilla de San José, fundada en 1660 por Don Juan Posse de Faxín, sacerdote de Padriñán (aunque otras fuentes la fechan en 1688), y la Capilla de la Purificación, también conocida como de la Presentación, de la Candelaria o de San Benito. Fundada por el matrimonio formado por Simón Díaz de Saavedra y Margarita Suárez de Tanxil en 1604 (según otras fuentes en 1710), la Capilla de la Purificación fue levantada en la antigua Capilla de Nuestra Señora de la O, donde inicialmente se situó una talla realizada en piedra de la Virgen de Quitapesares. Pocos años antes del saqueo llevado a cabo por Drake, la imagen fue picada y emplazada en su lugar una estatua de madera, desaparecida a causa de un incendio, si bien fue repuesta poco después por los patronos de la capilla, los señores de Miraflores. El retablo de la Capilla de San José, de un cuerpo y tres calles, muestra las imágenes del Niño Jesús, la Virgen y San José bajo arcos de medio punto enmarcados por estípites con profusión de ornamentos y rematado todo ello por un ático semicircular coronado a su vez por un escudo acuartelado, mientras que el retablo de la Capilla de la Purificación, también de un cuerpo y tres calles y presidido por una talla de la Virgen con el Niño acompañada en los extremos por imágenes de San Blas y Santo Domingo, muestra igualmente arcos de medio punto y un escudo acuartelado en el ático, si bien en vez de estípites posee columnas salomónicas cubiertas con racimos de uvas.

#### Frescos y escudos

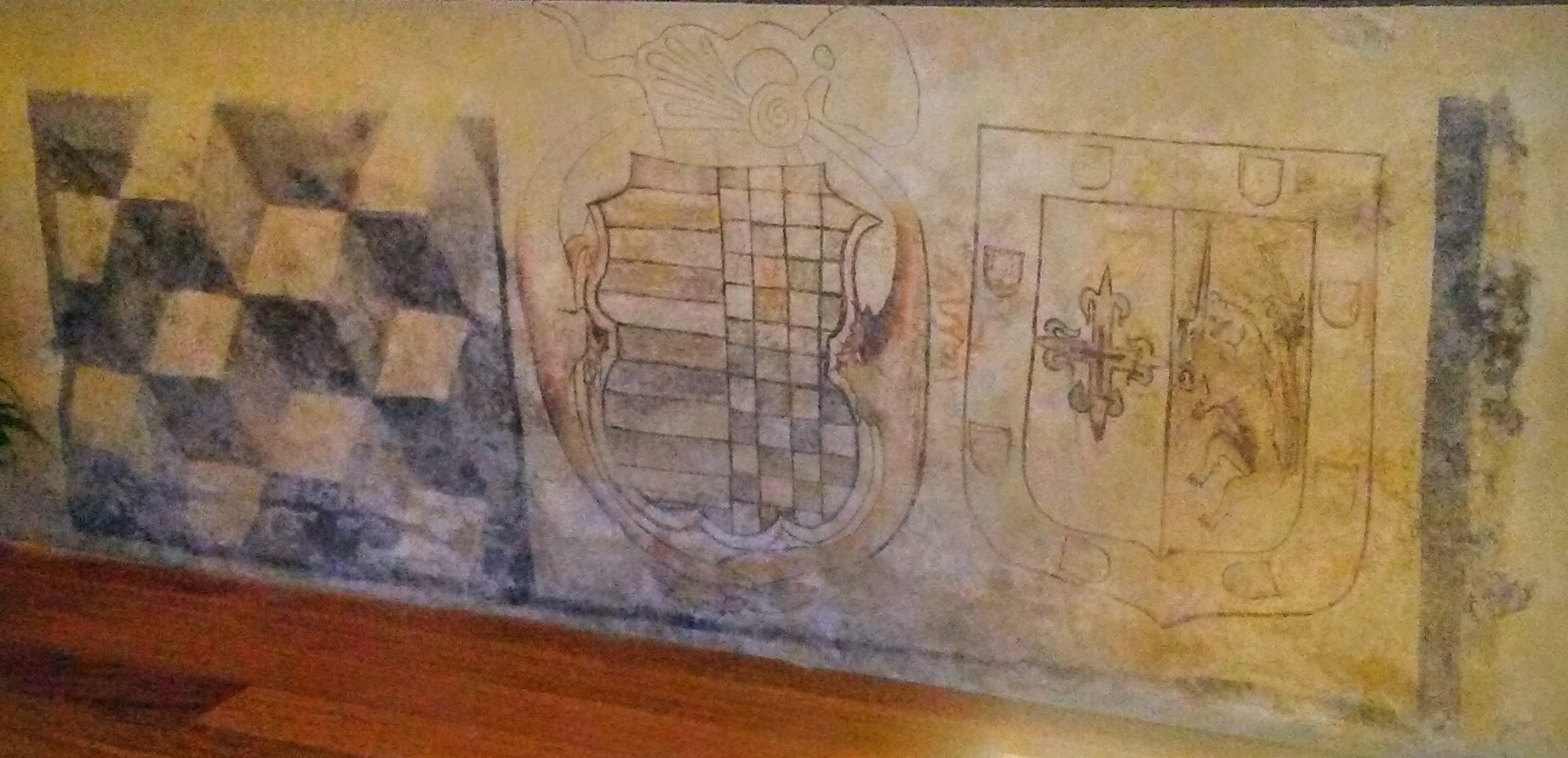
Frescos

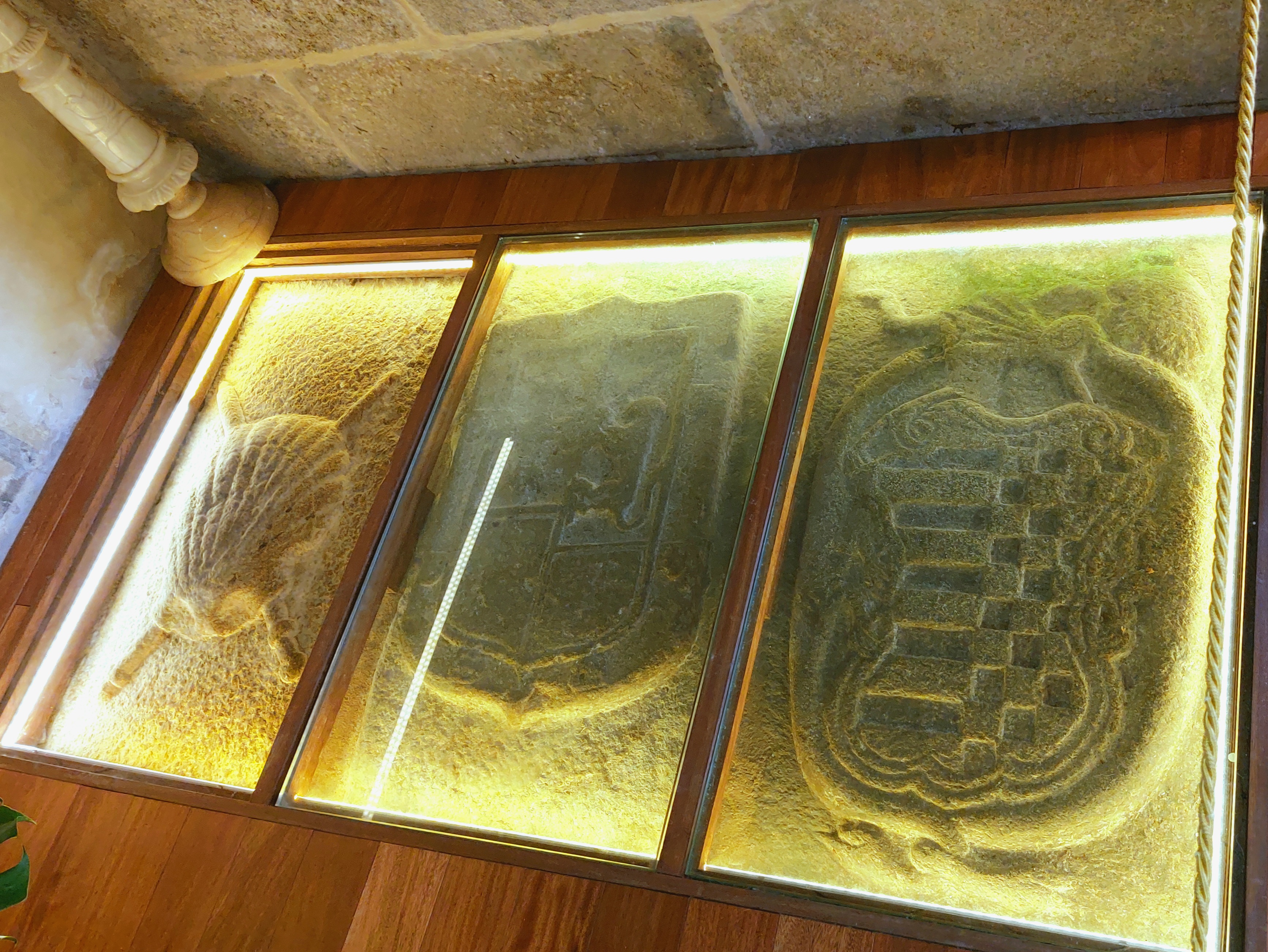
Escudos

En la Capilla de la Purificación se descubrieron en 2016 con motivo de unas reformas una serie de frescos y restos de sepulturas de más de 500 años de antigüedad. Las pinturas fueron halladas tras retirar el retablo y el altar, lo que permitió constatar la existencia de tres lápidas con escudos pertenecientes a las familias fundadoras de la iglesia (una de ellas con el emblema del cabildo de Santiago) y varias pinturas renacentistas, quedando en evidencia la alteración estructural experimentada en el templo durante una reforma acometida en 1941 debido a la presencia de ladrillos en los muros. Se cree que los escudos y las pinturas fueron ocultados a principios del siglo XIX debido a que en ellos se encontró una moneda de cinco céntimos de Fernando VII, permaneciendo actualmente la capilla protegida por un cordón de seguridad y los escudos custodiados tras un cristal, estando los frescos fijados al muro y asegurados mediante mortero de cal y arena. Las reformas efectuadas tenían como principal objetivo la eliminación de la carcoma y la plaga de termitas que sufrían los elementos de madera del templo, habiendo sido descubierto este problema después de que gran parte de una talla de San José quedase reducida a serrín.

#### Imaginería
Frente al retablo de la Capilla de San José, detrás del cual se cree pueden permanecer ocultos varios frescos como en el caso de la Capilla de la Purificación, se ubican una imagen de Nuestra Señora del Perpetuo Socorro y una estatua de la Virgen de Fátima, mientras que a la entrada del templo destacan tres tallas de madera las cuales representan a Santa Rosalía de Palermo, San Antonio de Padua y Nuestra Señora de los Dolores, estas dos últimas de vestir, siendo las más veneradas Santa Rosalía, la Virgen del Carmen y San Ginés, las cuales son sacadas en procesión durante sus respectivas festividades al igual que otras tallas, como la de San Roque. En la formación rocosa que constituye la base de la estatua de Santa Rosalía figura la leyenda hallada en una gruta el 25 de agosto de 1624 por dos albañiles que se encontraban trabajabando en el convento dominico de San Esteban de Quisquina: 

Yo, Rosalía, hija de Sinibaldo, señor de Quisquina, y de las Rosas, por el amor de mi Señor Jesucristo me determiné a vivir en esta cueva.

#### Capilla de la Soledad

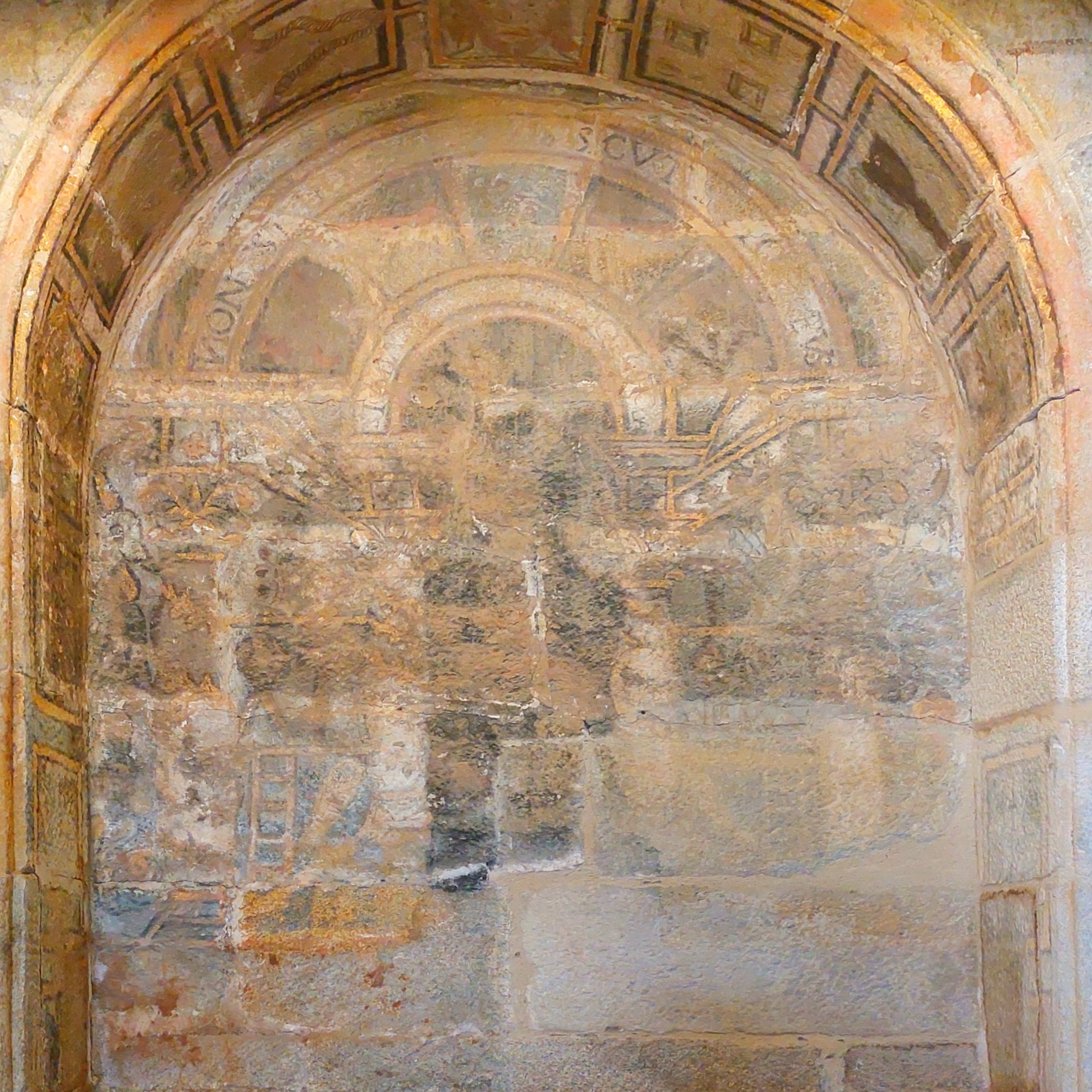
Antigua Capilla de la Soledad

La talla de la Virgen de los Dolores está ubicada en la antigua Capilla de la Soledad, fundada por Clemente Bermúdez de la Maza y Lobera a finales del siglo XVII. Uno de sus hijos, José Bermúdez de la Maza, fue ordenado presbítero a título de patrimonio (lo que implicaba una donación patrimonial para su propio sustento), por lo que sus progenitores, para el ejercicio de sus deberes sacerdotales, fundaron una capilla bajo la advocación de Nuestra Señora de la Soledad, la cual se mantuvo gracias a donaciones. La actual capilla, renombrada bajo la advocación de Nuestra Señora de los Dolores, se encuentra emplazada en un arcosolio en el muro de la epístola, a la entrada del templo. Tapiada a comienzos del siglo XIX, la capilla fue redescubierta en el año 2012, lo que permitió apreciar la obra pictórica presente en ella, la cual se caracteriza por mostrar en la parte central una logia con columnas salomónicas y otros símbolos relacionados con el proceso contra Jesús de Nazaret. Destacan así mismo los cuadros presentes en la moldura del arco, con motivos de la Pasión y los Dolores de la Virgen María, hallándose igualmente dos inscripciones: «NON RST SUOS USIS CUT DOLOREUS» («ASUMIÓ SUS DOLORES COMO SI FUERA EL SUYO PROPIO») y «STABAT MATER DOLOROSA». 
En los libros de fábrica del siglo XVIII consta que en esta capilla tenía su sede la Cofradía de Nuestra Señora de la Soledad (actualmente es la sede de la Hermandad de la Virgen de los Dolores). Respecto a la talla de La Dolorosa, se cree que la misma no se custodiaba en el templo ya que en un registro efectuado en 1871 no hay constancia de ninguna imagen de la Virgen bajo esta advocación. Un documento relativo a los ropajes de las tallas certifica que la imagen era custodiada en realidad por los camareros de la cofradía: «... en poder de Dª Apolinar Rodríguez estaban los de la Virgen del Rosario, los del Carmen los tenía Dª Vicenta Martínez, y los de los Dolores y Sta Rosalia el camarero D. Vicente Ferrer Sueiro», constando en un inventario del siglo XIX: «Virgen de los Dolores: Aureola de Plata, corazón de plata con siete espadas».

#### Otros objetos de interés
En el templo se conserva desde hace dos siglos una vara con remates de plata y las letras «MC» grabadas en ella la cual constituye el bastón de mando del último juez de La Lanzada, Manuel Correa, quien lo ofreció al patrón de la villa cuando tuvo que renunciar a su cargo a causa de la disolución del mismo. De igual modo, en la iglesia se conserva una custodia obsequiada en 1746 por Don Domingo la cual luce los punzones de la villa de Madrid y lleva los contrastes del platero Joseph de Salazar así como de Muñoz, estos últimos de 1739. En la base figura la siguiente inscripción: 

ESTA CUSTODIA LA MANDO HAZER PARA LA Sª IGLESIA DE LA VILLA DE SANJENXO DN DOMº ANTONIO DE LEDO DOMINGUEZ ELECTO ALCALDE MAYOR Ps MAGº DE LAS REALES CAJAS DE LA CIUDAD DEL CUZCO EN LOS REINOS DEL PERU. PESA 22MAos Y 7 ONZAS DE PLATA DE LEY. COSTO 650 DUCADOS DE Ven CON EL DORADO EN MADRID. AÑO DE 1748.

## Aniversario
En 2014, con motivo de los 500 años de vida del santuario, se celebró una exposición gratuita en el templo parroquial de San Ginés, ubicado a pocos metros de la iglesia. En la muestra pudieron contemplarse objetos históricos tales como una lanza medieval y varios objetos de plata y orfebrería así como piezas de escribanía, llevándose a cabo igualmente un ciclo de conciertos y conferencias centrados en la historia de Sangenjo y del templo.

## Galería de imágenes

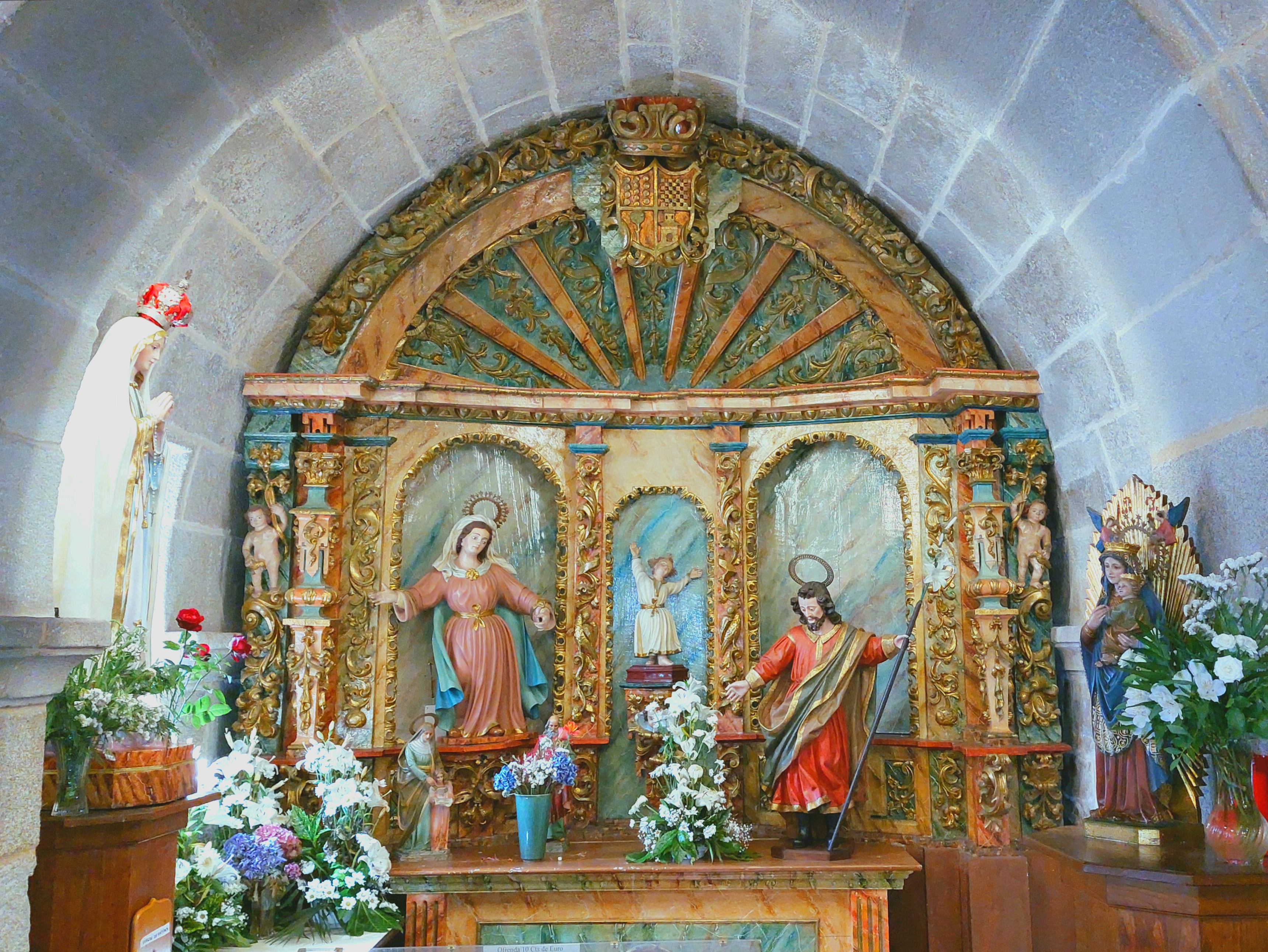
Capilla de San José
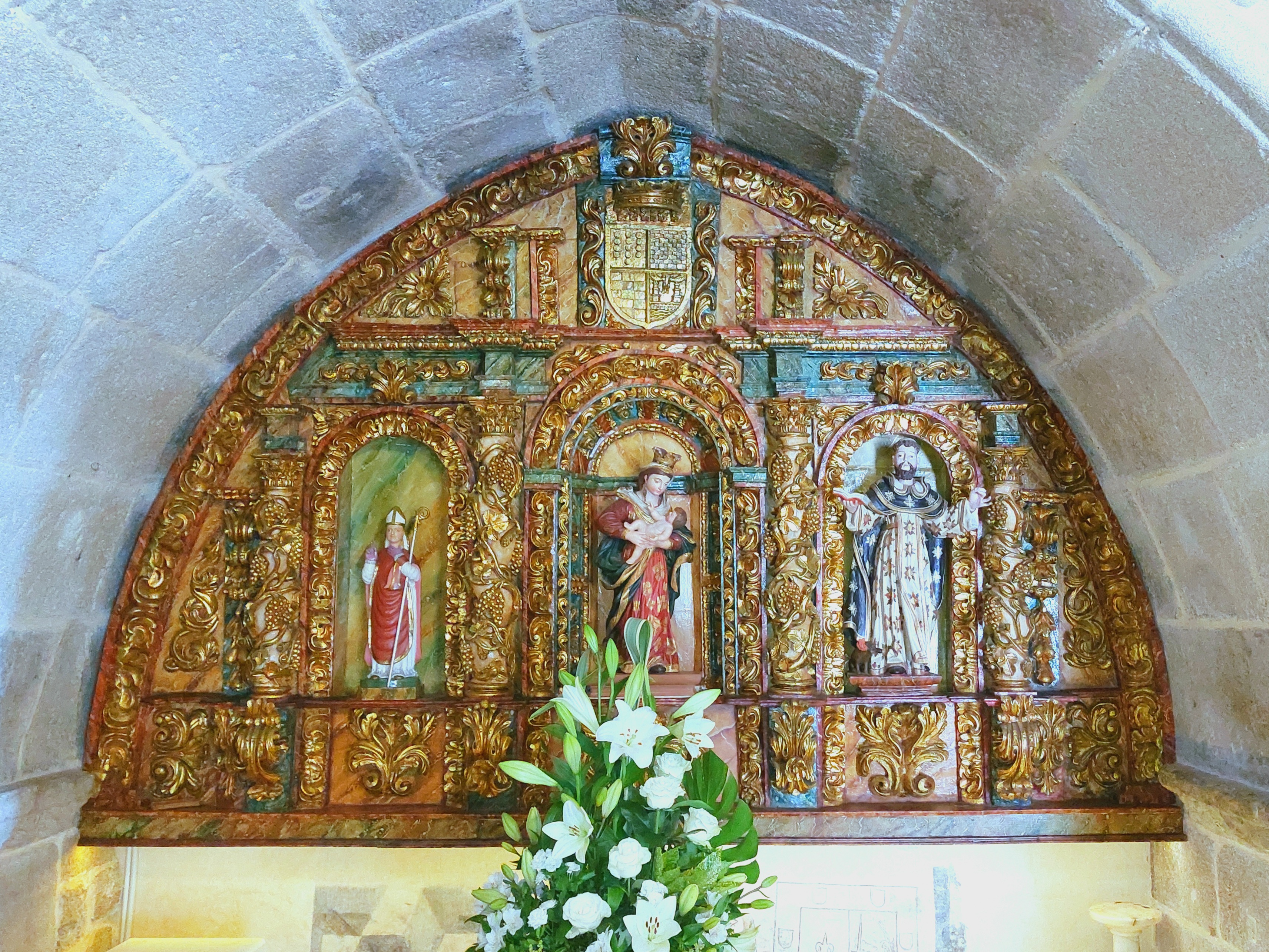
Capilla de la Purificación
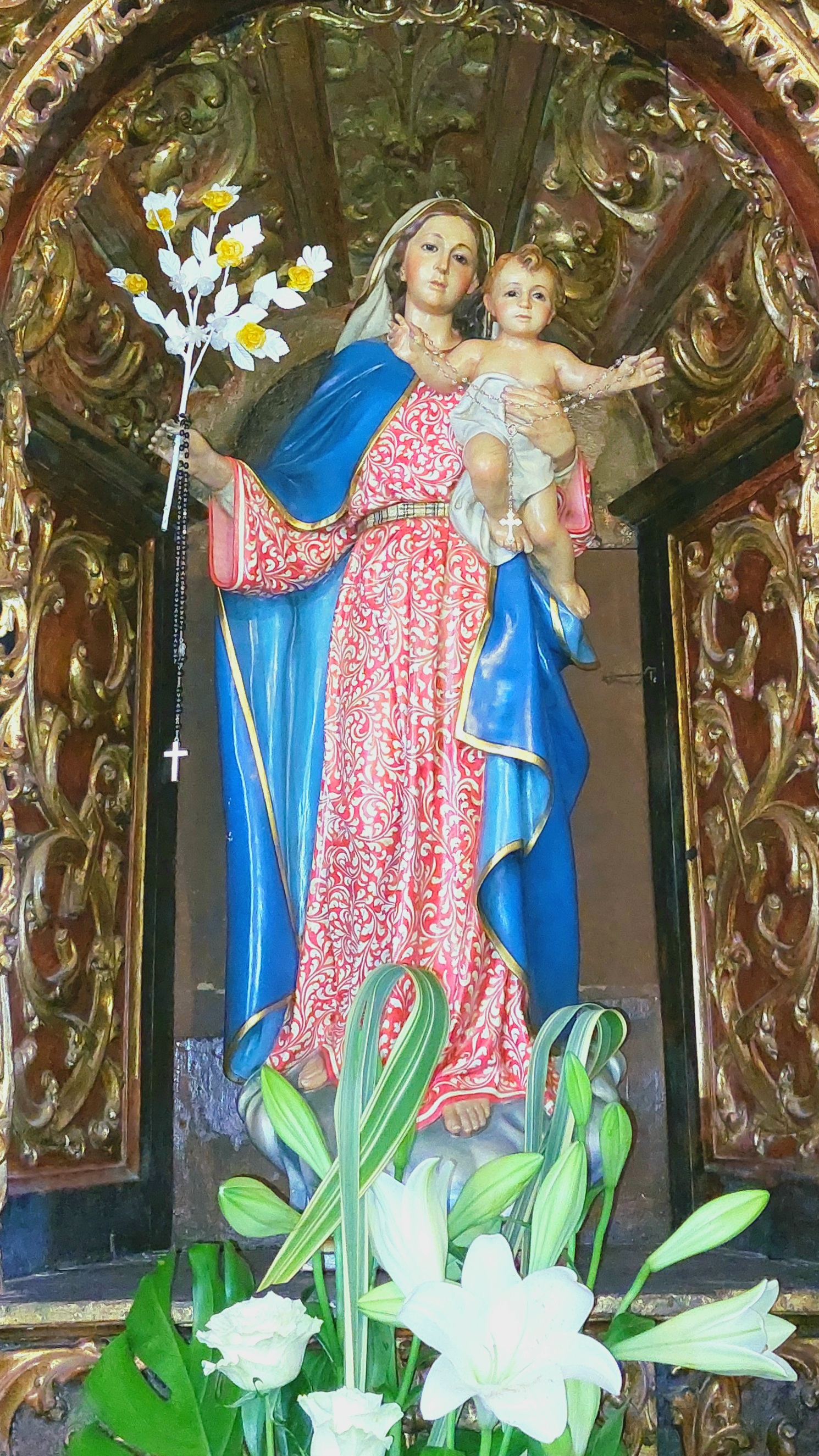
Talla de la Virgen del Rosario
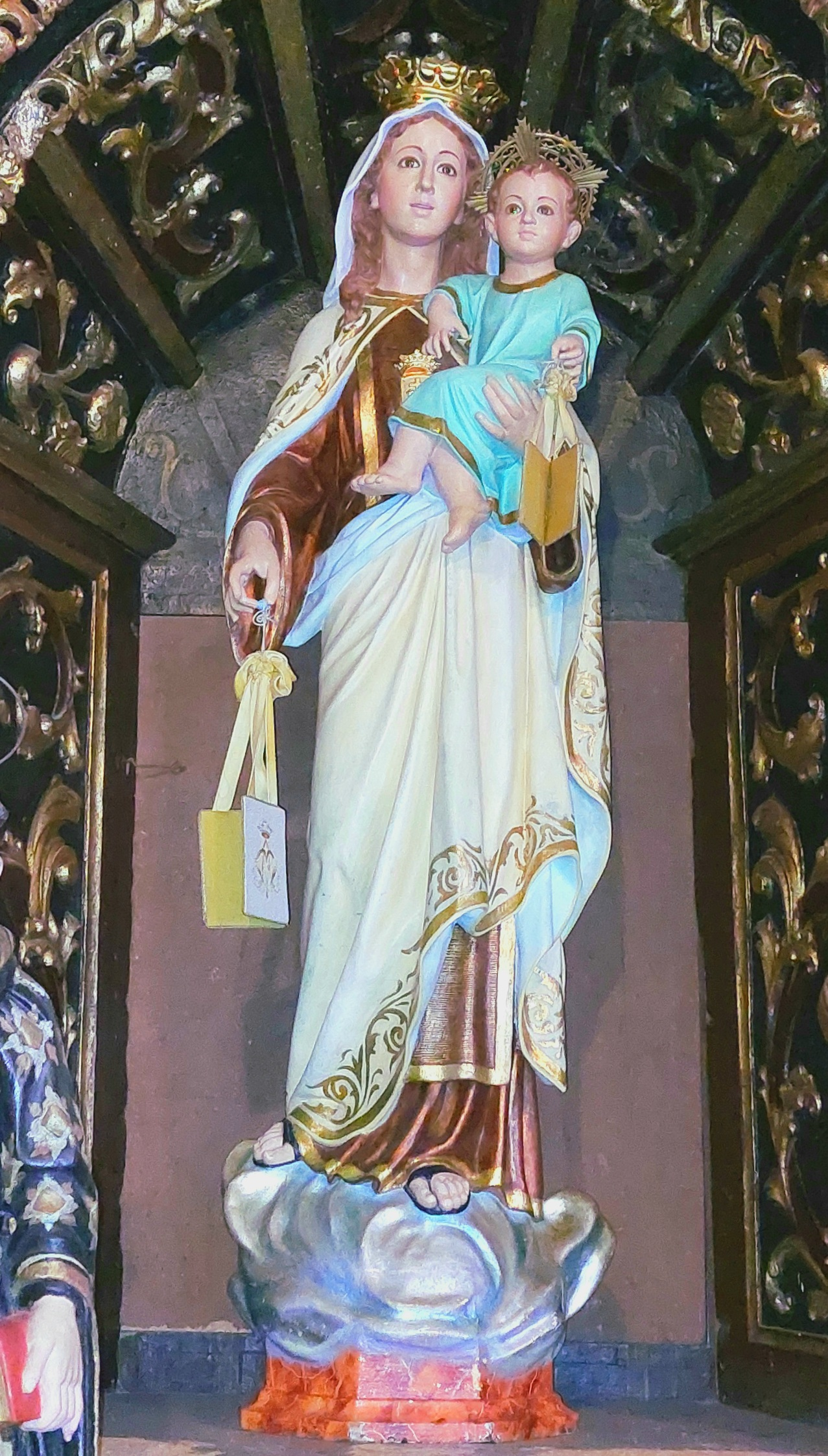
Talla de la Virgen del Carmen
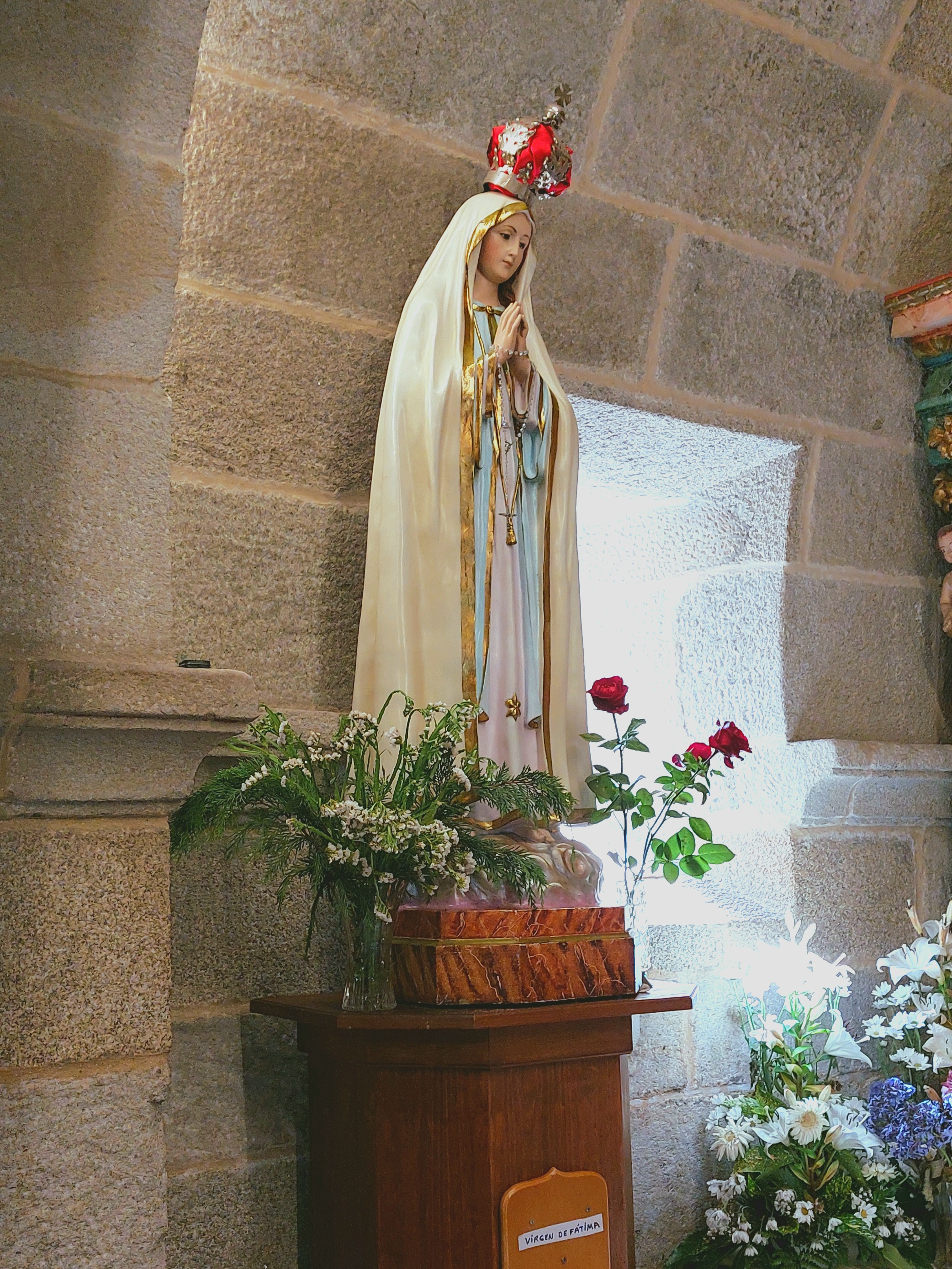
Talla de la Virgen de Fátima
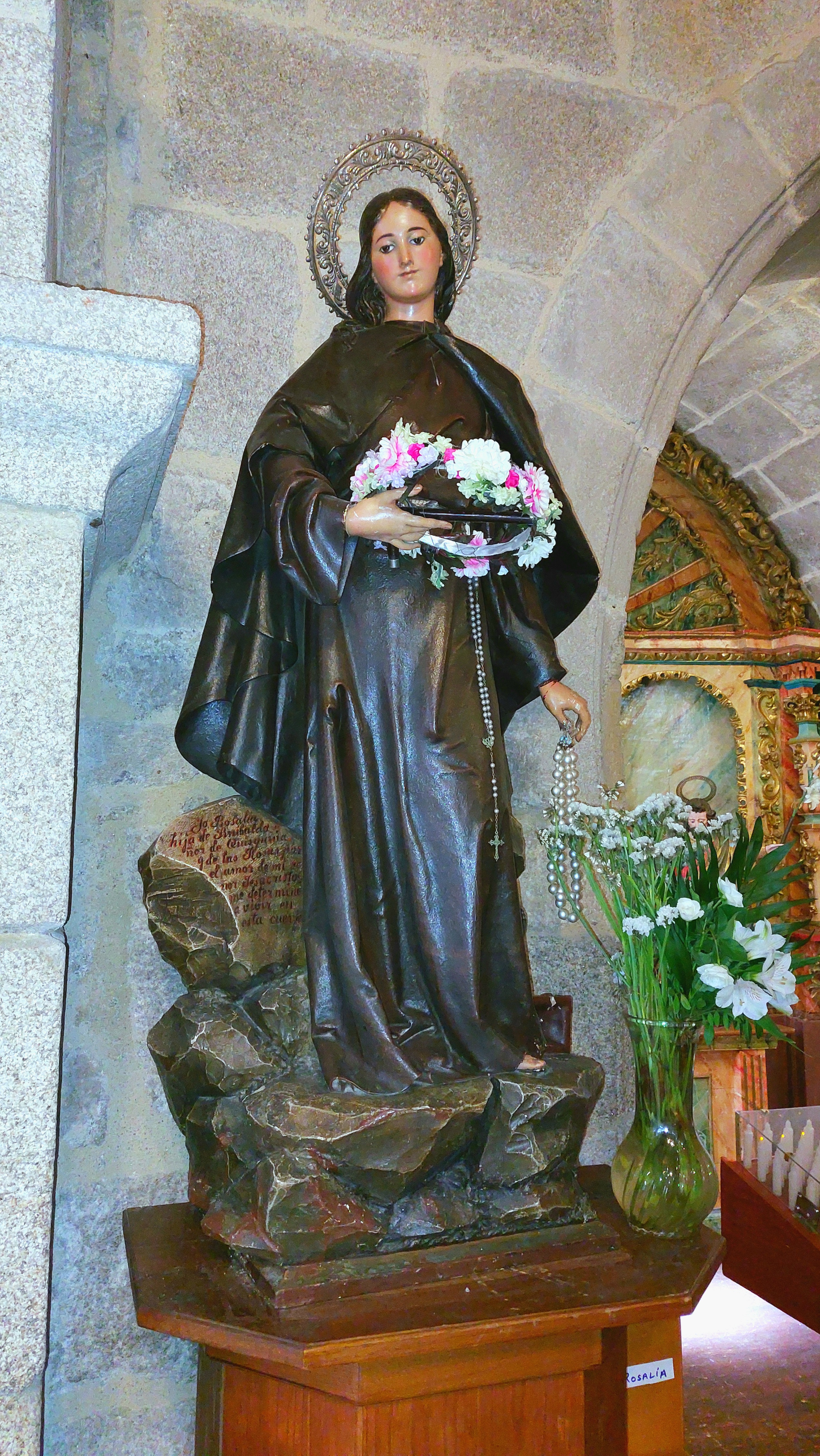
Talla de Santa Rosalía de Palermo
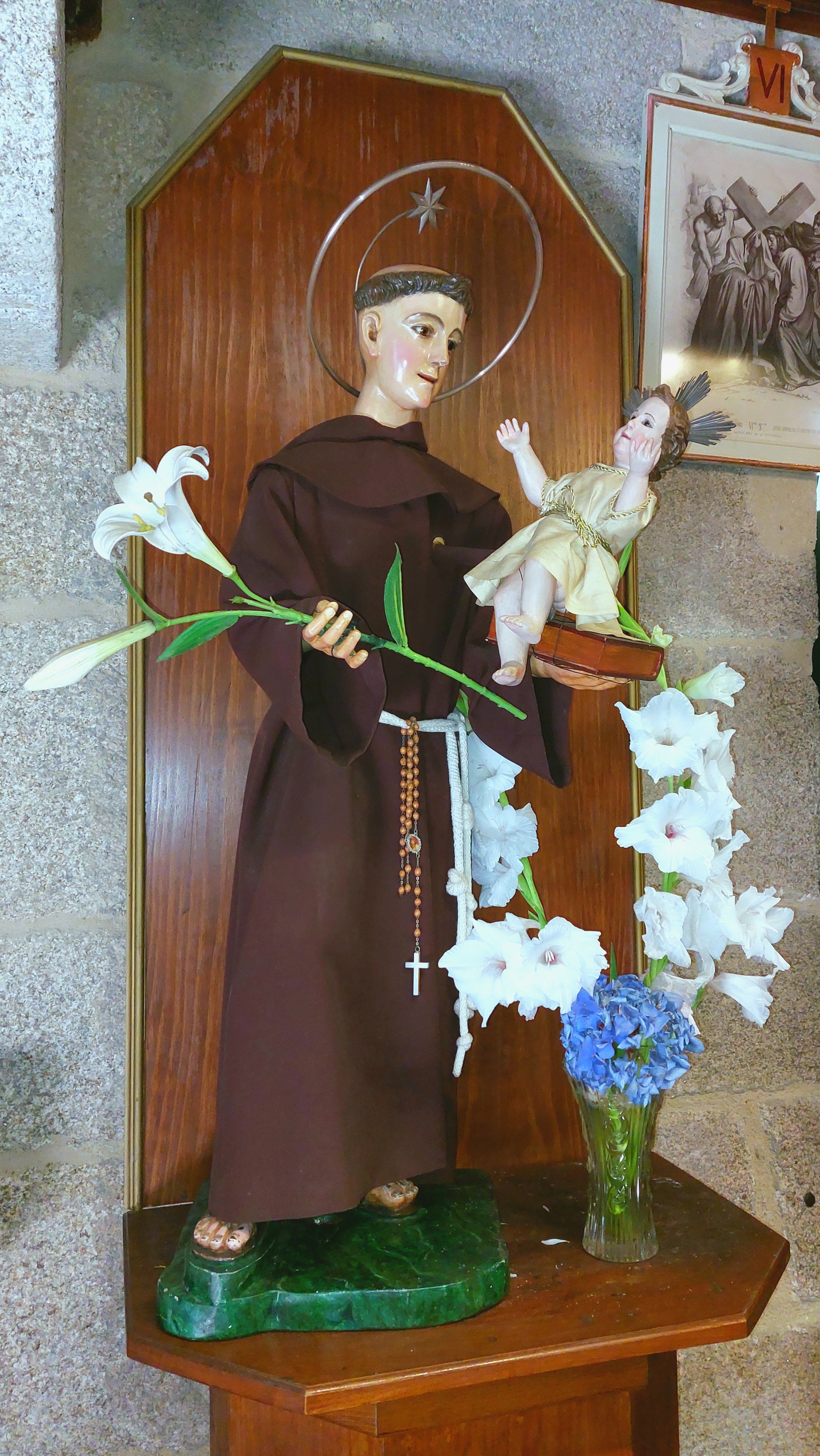
Talla de San Antonio de Padua
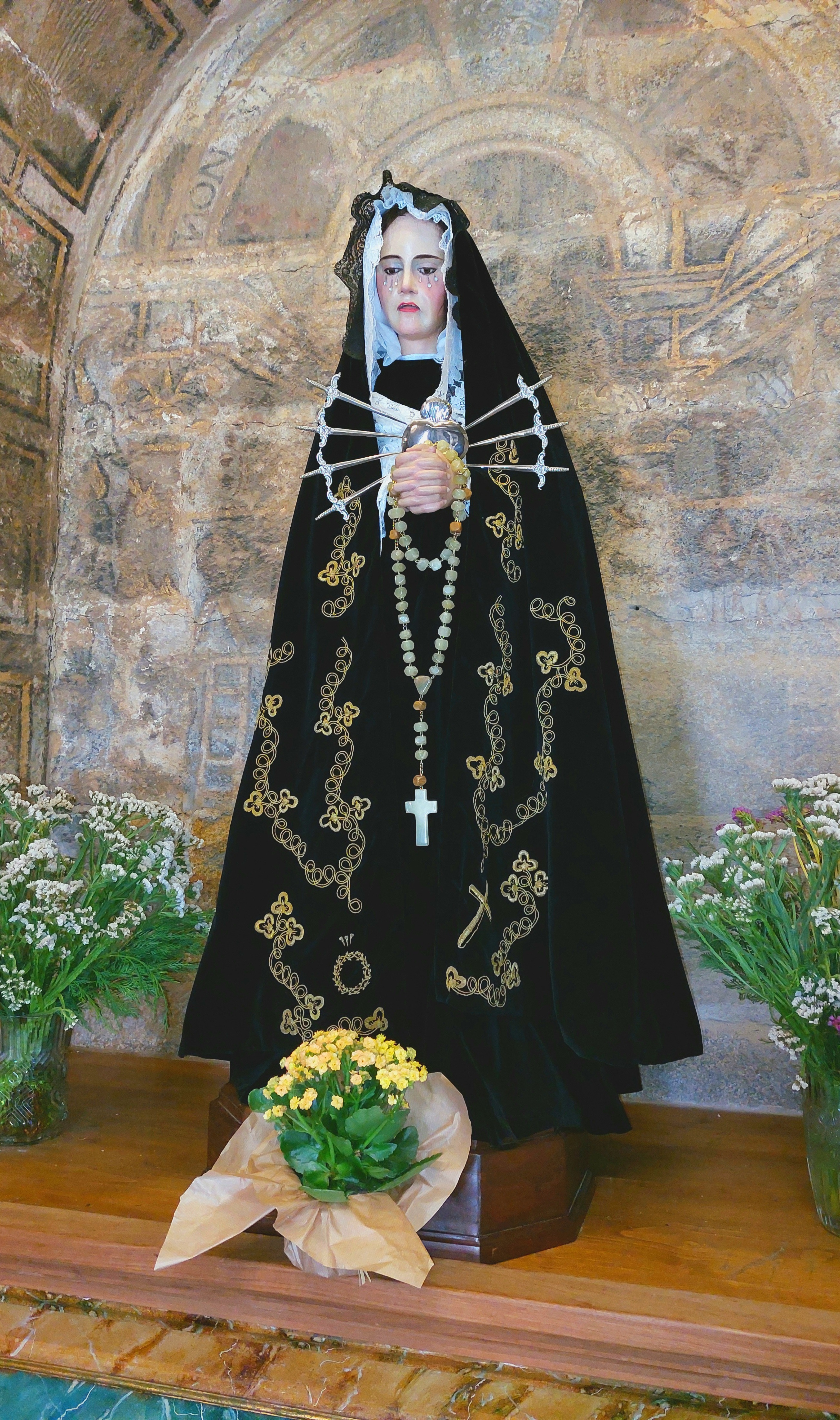
Talla de Nuestra Señora de los Dolores